# アジア農村指導者養成専門学校
アジア農村指導者養成専門学校（アジアのうそんしどうしゃようせいせんもんがっこう）とは、栃木県那須塩原市にある私立専修学校。アジアやアフリカを主体とした開発途上国の農業指導者を養成することを主な教育目的とし、当該地域の各国から留学生を受け入れている。設置者は学校法人アジア学院。

## 開設経緯
1960年（昭和35年）開設の東南アジア農村指導者養成所（農村伝道神学校内に設置）を前身としている。1959年にクアラルンプールで開催されたアジアキリスト教協議会にて、東南アジア諸国の農業生産・農村生活の改善のため、それらの研修機関として農村伝道神学校に農村指導者養成所の設置が要請された。同養成所はその後、東南アジア科と改称されたが、農村伝道神学校の経営に行き詰まり、東南アジア科科長の高見敏弘は独立施設を作ろうと関東や静岡を土地を探し、その一環として1971年に西那須野教会の福本牧師を訪ねた。福本牧師やアメリカ人宣教師ウォルターショアなどの協力を得て学校建設の計画が始動した。
1973年1月20日に東南アジア農村指導者養成所の開設および準学校法人アジア学院寄付行為認可を栃木県知事宛に提出した。これらは同年3月31日付で認可された。その前の2月中に校舎などの建設に着手している。同年5月に開校式と第一回入学式を行った。このとき入学したのはマレーシア、バングラデシュ、韓国、インド、タイ、日本からの計16人であった。

## 沿革
- 1973年（昭和48年）5月14日 - 開校・第一回入学式[3]
- 1976年（昭和51年）11月21日 - アジア学院後援会の設立総会[4]
- 1978年（昭和53年）3月13日 - 校名をアジア農村指導者養成専門学校に改称[5]
- 1993年（平成5年）10月 - 創立20周年記念誌「共に生きるために」発行[5]
- 2011年（平成23年）3月11日 - 東日本大震災により建物に被害を受ける[6]
- 2015年（平成27年）- 震災復興事業完了[6]

## 出身地域
留学生は1976年よりアフリカ（ナイジェリア、ガーナ）からも受け入れるようになった。1974年には16カ国から42人が入学している。
1993年時点で鶴川学院農村伝道神学校東南アジア科時代を含めて卒業生は712人となっている。

## 修業
修業期間は1年で、1992年の例では5月2日に入学式、12月12日に卒業式を行った。
入学者は、学院敷地内の宿舎で寝泊まりして研修を受ける。研修内容は、講義、農場実習、個人プロジェクトなどが有り、早朝と夕方には定例的な作業もある。学院内の共通語は英語が使われている。環境と健康被害の歴史学習のために足尾銅山や水俣病などへの校外研修も行われる。
1996年以降は、他国の学生と一緒にサーバントリーダーシップ、持続可能な農業やコミュニティ構築について学ぶ強い意志を持つ日本人学生も募集している。
2021年は、新型コロナウイルス感染症 (2019年)の影響で入学予定していた外国人研修生約25名が入国できず、修業できたのは日本人3人とギニア人1名の計4人となった。